# 반응 과정
화학에서 반응 과정(reaction mechanism, 반응 메커니즘)은 유기화학 반응에서 전자의 움직임을 화살표로 표시하여 최종생성물에 도달하는 일련의 과정을 설명하는 시스템이다. 유기 반응 메커니즘을 정확히 이해하면, 반응 추진력과 반응의 타당성, 생성물과 부산물이 얻어지는 과정을 모두 설명할 수 있다.

## 같이 보기
- 유기 반응
- 화학 반응